# Ilunga Mwepu
Joseph Ilunga Mwepu, né le 22 août 1949 à l'époque au Congo belge, aujourd'hui en République démocratique du Congo, et mort le 8 mai 2015 à Kinshasa, est un joueur de football international congolais (RDC), qui évoluait au poste de défenseur.

## Biographie

### Carrière en club
Mwepu Ilunga a passé l’essentiel de sa carrière au sein du TP Mazembe, l’un des clubs les plus prestigieux du pays. Avec ce club, il a remporté plusieurs titres nationaux et continentaux, contribuant à asseoir la réputation du TP Mazembe sur la scène africaine.

### Carrière en sélection
Avec l'équipe du Zaïre, il joue 9 matchs dans les compétitions organisées par la FIFA, pour aucun but inscrit, en 1974.
Il figure dans le groupe des sélectionnés lors de la coupe du monde de 1974,.
Lors du mondial organisé en Allemagne, il joue trois matchs : contre l'Écosse (0-2), la Yougoslavie (0-9) et le Brésil (0-3).
Mwepu s'"illustrera" par deux faits assez insolites : contre la Yougoslavie alors que celle-ci mène 4 à 0, il s'en prend à l'arbitre colombien de la rencontre Omar Delgado en lui assénant un coup de pied aux fesses, geste dont il ne sera pas puni car l'arbitre n'ayant pu voir son véritable agresseur expulse Matambula N'Daye à sa place tandis que la sélection yougoslave remporte le match sur le score fleuve de 9-0. Sélectionné pour le troisième match des Léopards face au Brésil et ce dans un contexte difficile (Mobutu aurait menacé les dirigeants de la fédération zaïroise ainsi que les joueurs en cas de nouvelle humiliation) il va au coup de sifflet de l'arbitre lors d'un coup franc bien placé en faveur de la Seleção sortir du mur pour frapper le ballon et le dégager de toutes ses forces sous les yeux des joueurs brésiliens médusés et de l'arbitre qui le sanctionne instantanément d'un carton jaune,.
Il participe également à la Coupe d'Afrique des nations de 1974 remportée par son équipe.

## Mort
Ilunga est mort en mai 2015 après une longue maladie à l'Hôpital Saint-Joseph à Limete (Kinshasa).

## Palmarès
Zaïre
- Coupe d'Afrique des nations (1) :
  - Vainqueur : 1974.